# Nicola Miceli
Nicola Miceli (Desio, 28 maggio 1971) è un ex ciclista su strada italiano, professionista dal 1993 al 2001 e vincitore di un Giro del Piemonte e di una tappa al Giro d'Italia.

## Carriera
Passato professionista nel 1993 con la Carrera Jeans, si mette in luce l'anno seguente con la conquista del Giro del Piemonte, ottenuta grazie alle sue doti di scalatore.
Negli anni successivi ottiene importanti risultati al Giro d'Italia, piazzandosi al quarto posto della classifica finale nel 1997 e vincendo la quarta tappa dell'edizione successiva, al Monte Argentario, grazie ad uno scatto nel finale. Tuttavia, proprio nel finale di quel Giro viene fermato al via della penultima tappa causa ematocrito alto.
Nel 1999 colleziona una tappa del Giro del Portogallo nonché numerosi piazzamenti, tra cui le piazze d'onore nel Giro di Toscana e della Settimana Ciclistica Lombarda a tappe.

## Palmarès
- 1991 (dilettanti)

Coppa Mobilio Ponsacco
Coppa Regole Spinale e Manez
- 1994

Giro del Piemonte
- 1998

4ª tappa Giro d'Italia (Viareggio > Monte Argentario)
- 1999

2ª tappa Giro d'Abruzzo
9ª tappa Giro del Portogallo

## Piazzamenti

### Grandi Giri
- Giro d'Italia

1996: ritirato (8ª tappa)
1997: 4º
1998: ritirato
1999: 20º
2001: ritirato (4ª tappa)
- Vuelta a España

1999: 36º
2000: ritirato